# Автодорога A2 (Литва)
A2 — автомагистраль Литвы, соединяющая Вильнюс и Паневежис. Одна из основных автострад и автомобильных дорог Литвы, протяжённостью 136 км. Является частью Европейского маршрута E 272. Проходит через города Майшягала, Ширвинтос, Укмерге.

## История
Старая дорога проходила на месте современных дорог: 5214 Вильнюс–Ширвинтос, 231 Витине–Укмерге, 174 Укмерге–Нявежис, 121 Нявежис–Паневежис.
Нынешняя автомагистраль начала строиться в 1974-1976 годах. Примерно в 1981 году был открыт первый участок магистрали от Вильнюса до Укмерге. Участок Укмерге–Паневежис был завершён к 1998 году.
В советское время дорога была частью магистрали Минск–Вильнюс–Рига.
В 2022 году на участке 128,42 до 132,55 км была проведена реконструкция, дорога была оборудована антибликовой системой.
В 2023 году началась реконструкция виадука на 64,53 км возле Укмерге.

## Состояние
А2 имеет статус автомагистрали от границы с Вильнюсом до деревни Шилагалис. Несмотря на то, что является автомагистралью, имеет 6 одноуровневых перекрёстков.

## Изображения
- Дорога возле Укмерге до реконструкции в направлении Паневежиса, 2009 год. 72 км
- Дорога после реконструкции в направлении Паневежиса, 2020 год. 72 км
- Автодорога в Вильнюсском районе